# Mordene i Markowa
Mordene i Markowa i 1944 foregik, da en hel polsk familie inklusive dem de gav husly, dvs. otte polakker og otte jøder blev myrdet af den tyske besættelsesmagt i landsbyen Markowa i nærheden af Łańcut.

## Baggrund
Ved udbruddet af 2. verdenskrig den første september 1939 boede der ca. 120 jøder (ca. 30 familier) i landsbyen Markowa ved Łańcut. I sommeren og efteråret 1942 blev de fleste myrdet af tyskerne. Kun under 20 overlevede, gemt og hjulpet af polske bønder. Ifølge besættelsesmagtens lovgivning (Bekanntmachung af 15 Oktober 1941) straffedes alle polakker med døden for det at gemme eller hjælpe jøder. Efter gruppeansvarsprincippet omfattede straffen også hele familier eller landsbyer.

## Forløbet op til henrettelsen
Otte jøder fra familien Szall og Goldman på flugt fra henrettelserne i 1942 fik husly hos Józef Ulma fra Markowa. Ulma var landmand og boede med sin kone Wiktoria og deres seks børn. I sin fritid dyrkede han fotografi som hobby. I næsten to år forblev hans forbrydelse uopdaget. Men i foråret 1944 blev det jødiske gemmested angivet til Himmlers Ordnungspolizei. Włodzimierz Leś, en politibetjent fra besættelsesmagtens polske politistyrker (Polnische Polizei im Generalgouvernement, også kaldet Blaue Polizei) tog hen til Ulma under foregivende af at han var interesseret i at få taget billeder, men i virkeligheden for at forsikre sig om hvor familien Szall boede.

## Massakren
Den 23 marts 1944 blev fire polske kuske fra andre landsbyer end Markowa beordret til at
stille op med deres vogne hos Ordnungspolizei i Łańcut omkring kl. et om natten.
De skulle så køre en gruppe af otte politibetjente til Markowa, fire fra Ordnungspolizei:
Eilert Dieken, Joseph Kokott (volksdeutsch fra Tjekoslovakiet), Michael Dziewulski og Erich Wilde,
og fire fra Blaue Polizei: Włodzimierz Leś, Eustachy Kolman, samt to andre, hvis navne er ukendte.
Operationen stod under kommando af Eilert Dieken fra Ordnungspolizei.
Den 24 marts før daggry brød betjentene ind i Ulmas hus. To af Szall brødrene og Gołda Goldman
blev skudt i søvne. Kuskene ventede i en vis afstand fra huset.
Efter de tre første drab blev kuskene dog beordret hen foran huset for at være vidner til de næste
henrettelser, en afskrækkelsesforanstaltning.
De fem resterende jøder blev skudt først.
Derefter blev Józef Ulma og Wiktoria, som var højgravid, slebt ud af huset og skudt i deres
børns påsyn. Muligvis gik Wiktoria i fødsel under henrettelsen, da en af vidnerne til en
senere lig-ekshumering, berettede om, at hovedet allerede var født, mens resten af den nyfødtes krop stadigvæk var i moderens fødselskanal.
Efter forældrenes død begyndte tyskerne at gruble over hvad der skulle ske med de seks børn. Operationens chef Dieken besluttede at de skulle skydes. I kuskenes påsyn blev de skudt:
den 8-årige Stanisława, den 6–årige Barbara, den 5–årige Władysław, den 4–årige Franciszek,
den 3–årige Antoni og den 18 måneder gammel Maria.
Til udbyttet af det efterfølgende rov-togt var fire vogne ikke nok. To ekstra vogne fra Markowa skulle til. Landsbyens borgmester blev beordret til at begrave ligene på stedet.